# José Camaña Laymón
José Camaña Laymón (València, 1850 - 1926) fou un arquitecte i polític valencià, fill de José Zacarías Camaña Burcet. Fou diputat a les Corts Espanyoles durant la restauració borbònica

## Biografia
Estudià arquitectura a l'Escola d'Arquitectura de Madrid i es llicencià en dret i doctorà en ciències per la Universitat de València, en la que treballà com a professor. Destacà per utilitzar un estil neogòtic innovador i va realitzar el projecte de l'Asil del Marquès de Campo de València (1882), la col·legiata de Santa Maria de Xàtiva (1884) el Col·legi dels Escolapis d'Alzira, les Saleses de València (1885) i la capella de Gràcia de l'església de Sant Agustí de València.
Milità al Partit Conservador, amb el qual fou escollit regidor de l'ajuntament de València el 1885 i diputat pel districte de Torrent a les eleccions generals espanyoles de 1896. Després fou governador civil de la província de Lleida i de la província de Conca (1921).